# プロレスの王座一覧
プロレスの王座一覧は、プロレスのチャンピオンベルトの一覧である。

## 日本の男子王座

### IGF
- IGF王座

### I.W.A.JAPAN
- IWA三冠統一王座（IWA世界ヘビー級王座、IWA世界ジュニアヘビー級王座、AWF世界女子王座の統一王座）
- IWA世界タッグ王座

### ASUKA PROJECT
- ASUKA PROJECT王座
- WNC王座

### アパッチプロレス軍
- WEWヘビー級王座
- WEWタッグ王座
- アパッチ認定無差別級王座

### 暗黒プロレス組織666
- 666認定無秩序無差別級王座
- 666認定きかんしゃ級王座
- 新宿二丁目プロレス認定ILNP王座

### イーグルプロレス
- イーグル無差別級王座
- イーグル認定タッグ王座
- 日本インディペンデントクルーザー級王座
- アメリカスクルーザー級王座

### いたばしプロレスリング
- 板橋シングル王座
- 板橋タッグ王座

### W★INGプロモーション
- W★ING認定世界ヘビー級王座
- W★ING認定世界タッグ王座
- W★ING認定世界ジュニアヘビー級王座

### SWS
- SWSタッグ王座
- SWSジュニアヘビー級王座

### SGP
- SGP認定グローバルジュニアヘビー級王座
- SGP認定グローバルジュニアヘビー級タッグ王座

### 愛媛プロレス
- 四国統一ヘビー級王座
- 四国統一タッグ王座

### FMW
- WWA世界ブラスナックル王座
- AWA世界ライトヘビー級王座
- WFDA世界マーシャルアーツ王座
- WFDA世界マーシャルアーツタッグ王座
- WFDA世界マーシャルアーツジュニアヘビー級王座
- 世界ブラスナックル王座
- 世界ブラスナックルタッグ王座
- 世界ストリートファイト6人タッグ王座
- インディペンデントワールド世界ヘビー級王座
- インディペンデントワールド世界ジュニアヘビー級王座
- WEWシングル王座
- WEWタッグ王座
- WEW6人タッグ王座
- WEWハードコア王座
- WEWハードコアタッグ王座

### MWF
- MWF認定世界ジュニアヘビー級王座
- MWF世界タッグ王座

### 大分プロレスAMW
- AMW無差別級王座

### 大阪プロレス
- 大阪プロレス王座
- 大阪プロレスタッグ王座
- 大阪ライトヘビー級王座
- 大阪プロレスバトルロイヤル王座
- 大阪プロレスお笑い王座
- 大阪名物世界一王座
- 天保山グランプリ王座
- 世界タコヤキ級王座
- MWF認定世界ジュニアヘビー級王座
- スーパーウェルター級王座

### 沖縄プロレス
- 沖縄プロレス王座
- MWF認定世界ジュニアヘビー級王座
- MWF世界タッグ王座

### KAIENTAI DOJO
- CHAMPION OF STRONGEST-K王座
- CHAMPION OF STRONGEST-K TAG王座
- 千葉6人タッグ王座
- UWA&UWFインターコンチネンタルタッグ王座
- WEWハードコアタッグ王座

### ガッツワールドプロレスリング
- GWC認定シングル王座
- GWC認定タッグ王座
- GWC認定6人タッグ王座

### 頑固プロレス
- 頑固ヘビー級王座

### ガンバレ☆プロレス
- スピリット・オブ・ガンバレ世界無差別級王座
- スピリット・オブ・ガンバレ世界タッグ王座
- 航空公園パークタウン王座
- GWC認定6人タッグ王座

### 九州プロレス
- 九州プロレス王座
- 九州プロレスタッグ王座

### 京都プロレス
- 京都プロレス認定大文字ヘビー級王座

### クズプロ
- 山間ヘビー級王座
- クズプロ認定DIVA王座

### グレートプロレスリング
- GPWHC王座
- グレートプロレスリング認定タッグ王座
- バカキングJOM認定3バカトリオ王座

### GLEAT
- G-REX王座
- G-INFINITY王座
- LIDET UWF王座

### 国際プロレス
- IWA世界ヘビー級王座
- IWA世界タッグ王座
- IWA世界ミッドヘビー級王座
- TWWA世界ヘビー級王座
- TWWA世界タッグ王座
- TWWA世界ジュニアヘビー級王座
- WWU世界ジュニアヘビー級王座

### 国際プロレスプロモーション
- IWA世界ヘビー級王座
- IWA世界ミッドヘビー級王座
- IWA世界ミドル級王座
- IWA世界タッグ王座
- IWA世界ジュニアヘビー級タッグ王座

### コレガプロレス
- キング・オブ・コレガ王座

### GJPプロレスリング
- GJPヘビー級王座
- GJPタッグ王座

### シアタープロレス花鳥風月
- シアタープロレス花鳥風月認定新風流人タッグ王座

### JTO
- JTO無差別級王座
- JTOタッグ王座
- KING of JTO

### ジャパンプロレス2000
- J2000王座
- JWFタッグ王座
- KWA王座

### 新東京プロレス
- TWA認定世界タッグ王座
- ジュニアフラッグ王座
- CCWカナディアンヘビー級王座

### 新日本プロレス
- IWGP世界ヘビー級王座（IWGPヘビー級王座、IWGPインターコンチネンタル王座の統一王座）
- IWGP GLOBALヘビー級王座
- IWGP USヘビー級王座
- IWGPタッグ王座
- IWGPジュニアヘビー級王座
- IWGPジュニアタッグ王座
- IWGP U-30無差別級王座
- NEVER無差別級王座
- NEVER無差別級6人タッグ王座
- STRONG無差別級王座
- STRONG無差別級タッグ王座
- NJPW WORLD認定TV王座
- KOPW王座
- グレーテスト18クラブ王座
- アジアヘビー級王座
- アジアタッグ王座
- 世界ヘビー級王座
- NWA世界ジュニアヘビー級インターナショナル王座
- NWA北米タッグ王座

### スーパーFMW
- スーパーFMW認定世界ジュニアヘビー級王座
- アメリカスヘビー級王座

### STYLE-E
- STYLE-E無差別級王座
- STYLE-Eタッグ王座

### ストロングスタイルプロレス
- レジェンド王座
- リアルジャパンタッグ王座
- UWAアジアパシフィックヘビー級王座

### スポルティーバエンターテイメント
- 水曜カレープロレス認定王座

### SMASH
- SMASH王座

### 全日本プロレス
- 三冠ヘビー級王座（PWFヘビー級王座、インターナショナル・ヘビー級王座、UNヘビー級王座の統一王座）
- 世界タッグ王座（PWF世界タッグ王座、インターナショナル・タッグ王座の統一王座）
- 世界ジュニアヘビー級王座
- アジアヘビー級王座
- アジアタッグ王座
- GAORA TV王座
- 全日本プロレスTV認定6人タッグ王座
- NWAインターナショナル・ジュニアヘビー級王座

### ターザン後藤一派
- インディー世界無差別級王座
- インディー世界無差別級タッグ王座
- 世界マーシャルアーツ無差別級王座
- アメリカスヘビー級王座

### 大日本プロレス
- BJW認定デスマッチヘビー級王座
- BJW認定世界ストロングヘビー級王座
- BJW認定ヘビー級王座
- BJW認定タッグ王座
- BJW認定ジュニアヘビー級王座
- 鴨居級王座
- 酒田港インターコンチネンタルタッグ王座
- 横浜ショッピングストリート6人タッグ王座
- インターナショナルエイトメンスクランブル王座
- WEWハードコアタッグ王座

### ダブプロレス
- DOVE世界ヘビー級王座
- DOVEタッグ王座

### WEW
- WEWヘビー級王座
- WEWタッグ王座
- WEW6人タッグ王座

### WAR
- 日本J1王座
- WAR世界6人タッグ王座
- インターナショナルジュニアヘビー級王座
- インターナショナルジュニアヘビー級タッグ王座

### WNC
- WNC王座

### WMF
- WMF認定ジュニアヘビー級王座

### WJプロレス
- WMG王座
- WMGタッグ王座

### 超戦闘プロレスFMW
- FMW認定世界ストリートファイト8人タッグ王座

### 超花火プロレス
- 爆破王
- 爆破王タッグ

### 2AW
- 2AW無差別級王座
- 2AWタッグ王座
- 千葉6人タッグ王座

### DEP
- DEP無差別級王座
- DEPタッグ王座
- ダンボールエクストリームパケット王座

### DDTプロレスリング
- KO-D無差別級王座
- KO-Dタッグ王座
- KO-D6人タッグ王座
- KO-D10人タッグ王座
- DDT UNIVERSAL王座
- DDT EXTREME王座
- アイアンマンヘビーメタル級王座
- 遠野無差別級王座
- ウチコミ!無差別級アルティメット王座
- 梅村パソコン塾認定コピー&ペースト級王座
- 世界大森級王座
- 世界ミッドブレス級王座
- JET世界ジェット級王座
- GAY世界アナル級王座
- 日本海6人タッグ王座
- 自由が丘広小路会認定6人タッグ王座
- 大中華統一四川流無差別級王座
- 大中華統一中原タッグ王座
- O-40王座
- キング・オブ・ダーク王座

### 天龍プロジェクト
- UNタッグ王座
- WAR世界6人タッグ王座
- インターナショナルジュニアヘビー級王座
- インターナショナルジュニアヘビー級タッグ王座

### 東京愚連隊
- 東京世界ヘビー級王座
- 東京世界タッグ王座
- 東京インターコンチネンタルタッグ王座

### 道頓堀プロレス
- WDW王座
- WDWタッグ王座
- WDW6人タッグ王座
- WDWW王座

### 闘龍門JAPAN
- ULTIMO DRAGON GYM王座
- 英連邦ジュニアヘビー級王座

### 闘龍門2000プロジェクト
- インターナショナルライトヘビー級王座

### 栃木プロレス
- Bright Future無差別級王座

### DRAGONGATE
- オープン・ザ・ドリームゲート王座
- オープン・ザ・ブレイブゲート王座
- オープン・ザ・ツインゲート王座
- オープン・ザ・トライアングルゲート王座
- オープン・ザ・お笑いゲート王座
- オープン・ザ・お笑いゲートタッグ王座
- オープン・ザ・ハスキーゲート王座
- オープン・ザ・フリーダムゲート王座
- オープン・ザ・ユナイテッドゲート王座

### FFFプロレスリング
- FFFタッグ王座

### TTTプロレスリング
- TTT認定インディー統一無差別級王座
- TTT認定インディー統一タッグ王座
- TTT認定インディー統一6人タッグ王座
- GWC認定6人タッグ王座
- CCWカナディアンヘビー級王座

### 新潟プロレス
- 新潟無差別級王座
- 新潟ヘビー級王座
- 新潟タッグ王座
- 菊水杯新潟ジュニアヘビー級王座
- 若獅子菊水杯王座

### 日本プロレス
- NWAインターナショナル・ヘビー級王座
- NWAインターナショナル・タッグ王座
- NWA UNヘビー級王座
- アジアヘビー級王座
- アジアタッグ王座
- 日本ヘビー級王座
- 日本ジュニアヘビー級王座
- 日本ライトヘビー級王座
- 全日本タッグ王座

### ハッスル
- HHH王座
- ハッスルスーパータッグ王座

### PWC
- PWCヘビー級王座
- PWCジュニアヘビー級王座

### HERO
- WBCタッグ王座

### VKFプロレス
- VKF KING of WRESTLE NANIWA王座

### 覆面MANIA
- 覆面MANIAスーパーライト級王座

### ファイト・オブ・ザ・リング
- UWAインターコンチネンタルタッグ王座

### プロフェッショナルレスリング・ワラビー
- ワラビーTV王座
- NWAワラビー世界マーシャルアーツ王座

### プロレスリングアライヴ&メジャーズ
- CCWカナディアンヘビー級王座

### プロレスリングA-TEAM
- WEWヘビー級王座
- WEWタッグ王座
- WEWジュニアヘビー級王座
- WEW JAPAN王座

### プロレスリングFTO
- 九州無差別級王座
- 九州タッグ王座
- FTO認定ローカルインディー無差別級王座
- FTO認定ローカルインディータッグ王座
- NEW AGE王座
- 1.1.1王座
- D.o.A天空デスマッチ王座
- WOW世界ヘビー級王座

### プロレスリング華☆激
- 博多ライトヘビー級王座
- 博多タッグ王座
- 篠栗88タッグ王座

### プロレスリングSECRET BASE
- CAPTAIN OF THE SECRET BASE無差別級王座
- CAPTAIN OF THE SECRET BASE無差別級タッグ王座

### プロレスリング紫焔
- 紫焔シングル王座
- 紫焔タッグ王座
- 紫焔6人タッグ王座
- "I LOVE 紫焔"王座

### プロレスリングZERO-ONE
- USヘビー級王座
- 天下一ジュニアヘビー級王座
- UPW ZERO-ONE World-1認定インターナショナルジュニアヘビー級王座
- NWA UNヘビー級王座
- NWAインターコンチネンタルタッグ王座
- NWAインターナショナルライトタッグ王座
- NWAスーパーヘビー級王座

### プロレスリングZERO1
- AWA世界ヘビー級王座
- 世界ヘビー級王座
- USヘビー級王座
- NWAプレミアムヘビー級王座
- NWA UNヘビー級王座
- NWAインターコンチネンタルタッグ王座
- NWA世界&インターナショナルジュニアヘビー級王座
- NWAインターナショナルライトタッグ王座

### プロレスリング・チームでら
- チームでら認定ドラツェーガー王座

### プロレスリング・ノア
- GHCヘビー級王座
- GHCナショナル王座
- GHCタッグ王座
- GHCジュニアヘビー級王座
- GHCジュニアヘビー級タッグ王座
- GHCハードコア王座

### プロレスリングBASARA
- ユニオンMAX王座
- IRON FIST TAG王座

### プロレスリングHEAT-UP
- HEAT-UPユニバーサル王座
- HEAT-UPユニバーサルタッグ王座
- HEAT-UPオールラウンド王座
- ナイスガイガウン王座

### プロレスリングFREEDOMS
- KING of FREEDOM WORLD王座
- KING of FREEDOM WORLD TAG王座
- KING of FREEDOM WORLD JUNIOR HEAVY WEIGHT王座
- 裸足王

### ベストボディ・ジャパンプロレスリング
- BBW無差別級王座
- BBWタッグ王座
- BBW6人タッグ王座
- BBW世界スーパーボディ級王座

### 北都プロレス
- HWC王座

### マッスル
- IMGP世界ヘビー級王座

### みちのくプロレス
- 東北ジュニアヘビー級王座
- 東北タッグ王座
- PWLL無差別級王座
- スーパーウェルター級王座
- UWA&UWFインターコンチネンタルタッグ王座
- 英連邦ジュニアヘビー級王座

### U-STYLE
- U-STYLE無差別級王座

### UWF
- UWFヘビー級王座

### UWFインターナショナル
- プロレスリング世界ヘビー級王座

### ユニオンプロレス
- ユニオンMAX王座
- 世界アイデアポケット級王座

### ユニバーサル・プロレスリング
- UWFスーパーミドル級王座
- UWFスーパーウェルター級王座
- UWA&UWFインターコンチネンタルタッグ王座

### LAND'S ENDプロレスリング
- アジアヘビー級王座

### リキプロ
- WMGタッグ王座

### 琉球ドラゴンプロレスリング
- 御万人王座「琉王」
- 御万人王座「双琉王」
- バトルロイヤル王座「チャンプルー王」

### WRESTLE-1
- WRESTLE-1王座
- WRESTLE-1タッグ王座
- WRESTLE-1クルーザーディビジョン王座
- WRESTLE-1リザルト王座

## 日本の女子王座

### アイスリボン
- ICE×∞王座
- Fantast ICE王座
- インターナショナルリボンタッグ王座
- トライアングルリボン王座
- 19時女子プロレス認定インターネットシングル王座

### Actwres girl'Z
- AWGシングル王座
- AWGタッグ王座
- キング・オブ・リングエンターテイメント王座
- Color's王座

### アルシオン
- クイーン・オブ・アルシオン王座
- スカイハイ・オブ・アルシオン王座
- ツインスター・オブ・アルシオン王座
- WWWA世界スーパーライト級王座

### FMW
- WWA&インディペンデントワールド世界女子王座

### LLPW
- LLPW認定シングル王座
- LLPW認定タッグ王座
- LLPW認定6人タッグ王座

### OZアカデミー女子プロレス
- OZアカデミー認定無差別級王座
- OZアカデミー認定タッグ王座
- OZアカデミー認定パイオニア3WAY王座

### GAEA JAPAN
- AAAWシングル王座
- AAAWタッグ王座

### COLOR'S
- COLOR'S王座

### SEAdLINNNG
- BEYOND THE SEA SINGLE王座
- BEYOND THE SEA TAG TEAM王座

### JTO
- JTO GIRLS王座
- JTO GIRLSタッグ王座
- QUEEN of JTO

### JWP女子プロレス
- JWP認定無差別級王座
- JWP認定タッグ王座
- JWP認定ジュニア王座
- JWP認定後楽園タッグ王座
- デイリースポーツ認定女子タッグ王座
- TLW世界女子王座
- TLW世界女子タッグ王座

### JDスター女子プロレス
- クイーン・オブ・ザ・リング王座
- プリンセス・オブ・プロレスリング王座
- JDスタージュニア王座
- TWF世界女子王座
- TWF世界女子タッグ王座
- AWF世界女子王座

### ジャパン女子プロレス
- UWAインターナショナル女子王座
- UWA&JWPジュニア王座
- 太平洋岸タッグ王座

### 19時女子プロレス
- 19時女子プロレス認定インターネットシングル王座

### 信州ガールズ
- SGP無差別級王座
- SGPタッグ王座

### 新日本プロレス
- IWGP女子王座
- STRONG女子王座

### スターダム
- ワールド・オブ・スターダム王座
- ワンダー・オブ・スターダム王座
- ゴッデス・オブ・スターダム王座
- アーティスト・オブ・スターダム王座
- フューチャー・オブ・スターダム王座
- IWGP女子王座
- SWA世界王座
- ハイスピード王座
- NEW BLOODタッグ王座

### ストロングスタイルプロレス
- SSPW女子タッグ王座

### SMASH
- SMASHディーバ王座

### センダイガールズプロレスリング
- センダイガールズワールドシングル王座
- センダイガールズワールドタッグ王座
- センダイガールズワールドジュニア王座

### 全日本女子プロレス
- WWWA世界シングル王座
- WWWA世界タッグ王座
- WWWA世界スーパーライト級王座
- WWWA世界マーシャルアーツ王座
- オールパシフィック王座
- 全日本シングル王座
- 全日本タッグ王座
- 全日本ジュニア王座
- IWA世界女子王座
- AGWAインターナショナル王座
- AGWAインターナショナルタッグ王座
- AGWA US王座

### 大日本プロレス
- BJW認定女子王座

### Diamond!
- Diamond Jr.5王座

### WNC
- WNC女子王座

### CHICK FIGHTS SUN
- AWA世界女子王座

### 超花火プロレス
- 爆女王

### チョコプロ レスリング
- スーパーアジア王座
- アジアドリームタッグ王座

### 東京女子プロレス
- プリンセス・オブ・プリンセス王座
- インターナショナル・プリンセス王座
- プリンセスタッグ王座

### 道頓堀プロレス
- WDW女子王座

### 日本女子プロレス協会
- 日本女子ライトヘビー級王座
- 日本女子ミドル級王座
- 日本女子ライト級王座
- 日本女子フェザー級王座
- 日本女子バンタム級王座
- 日本女子フライ級王座
- 日本女子ミドル級タッグ王座
- 日本女子ライト級タッグ王座

### NEO女子プロレス
- NWAパシフィック女子&NEO認定シングル王座
- NEO認定ハイスピード王座
- NEO認定タッグ王座
- 板橋タッグ王座
- 北沢タッグ王座
- AWF世界女子王座

### Belief
- NSG王座

### PURE-J女子プロレス
- PURE-J認定無差別級王座
- デイリースポーツ認定女子タッグ王座
- KSR王座
- プリンセス・オブ・プロレスリング王座

### プロレスリングWAVE
- Regina di WAVE王座
- WAVE認定タッグ王座
- TLW世界女子ヤングタッグ王座

### プロレスリング・ノア
- GHC女子王座

### ベストボディ・ジャパンプロレスリング
- BBW女子王座
- BBW女子タッグ王座

### Marvelous
- AAAWシングル王座
- AAAWタッグ王座

### MARIGOLD
- マリーゴールド・ワールド王座
- マリーゴールドUN王座
- マリーゴールド・ツインスター王座
- マリーゴールド・スーパーフライ級王座

### メジャー女子プロレスAtoZ
- AtoZ世界王座

### ユニオンプロレス
- ユニオン認定Fly to Everywhere世界王座

### ユニバーサル・プロレスリング
- JCTV認定TV女子王座

### REINA女子プロレス
- REINA世界王座
- REINA世界タッグ王座
- CMLL-REINAインターナショナル王座
- CMLL-REINAインターナショナルジュニア王座
- TLWインターナショナル女子王座

### ワールド女子プロレス・ディアナ
- W.W.W.D世界シングル王座
- W.W.W.D世界タッグ王座
- W.W.W.D世界エリザベス王座
- W.W.W.Dクリスタル王座

## 日本のミゼット王座

### 全日本女子プロレス
- WWWA世界ミゼット王座
- WWWA世界ミゼットタッグ王座

## アメリカの王座

### ROH
- ROH世界王座
- ROH世界タッグ王座
- ROH世界6人タッグ王座
- ROH世界TV王座
- ROH女子世界王座
- ROH女子世界TV王座
- ROHピュア王座
- WOH世界王座

### ECW
- ECW世界ヘビー級王座
- ECW世界タッグ王座
- ECW世界TV王座
- ECWペンシルバニア州王座
- ECWメリーランド州王座
- FTWヘビー級王座

### AEW
- AEW世界王座
- AEW世界タッグ王座
- AEW世界トリオ王座
- AEW女子世界王座
- AEWインターナショナル王座
- AEWコンチネンタル王座
- AEW TNT王座
- AEW TBS王座
- FTW王座

### AWA
- AWA世界ヘビー級王座
- AWA世界ジュニアヘビー級王座
- AWA世界ライトヘビー級王座
- AWA世界タッグ王座
- AWA世界女子王座

### NWA
- NWA世界ヘビー級王座
- NWA世界ジュニアヘビー級王座
- NWA世界ライトヘビー級王座
- NWA世界ミドル級王座
- NWA世界ウェルター級王座
- NWA世界タッグ王座
- NWA世界6人タッグ王座
- NWA世界TV王座
- NWA世界女子王座
- NWA世界女子タッグ王座
- NWA世界ブラスナックル王座
- NWA世界ミゼット王座

### NWF
- NWF世界ヘビー級王座
- NWF世界タッグ王座
- NWF世界ジュニアヘビー級王座
- NWF北米ヘビー級王座
- NWFブラスナックル王座

### MLW
- MLW世界ヘビー級王座
- MLW世界タッグ王座
- MLW世界ミドル級王座
- MLWナショナル無差別級王座

### WSL
- WSL世界ヘビー級王座
- WSL世界ライトヘビー級王座
- AWA世界タッグ王座
- AWA世界ジュニアヘビー級王座
- AWA世界女子王座
- AWAファイティング世界ヘビー級王座
- AWAインターナショナルヘビー級王座
- AWA USヘビー級王座

### WCW
- WCW世界ヘビー級王座
- WCW世界タッグ王座
- WCW世界6人タッグ王座
- WCW世界TV王座
- WCW世界女子ヘビー級王座
- WCW世界女子クルーザー級王座
- WCWインターナショナル世界ヘビー級王座
- WCW US王座
- WCW USタッグ王座
- WCWクルーザー級王座
- WCWクルーザー級タッグ王座
- WCWハードコア王座

### WWE
- 世界ヘビー級王座（第1期）
- 世界ヘビー級王座（第2期）
- 世界タッグ王座
- 女子世界王座
- WWE王座
- WWEユニバーサル王座
- WWEインターコンチネンタル王座
- WWE US王座
- WWE UK王座
- WWEヨーロピアン王座
- WWE世界タッグ王座
- WWEタッグ王座
- WWEクルーザー級王座（第1期）
- WWEクルーザー級王座（第2期）
- WWEディーヴァズ王座
- WWE女子王座（第1期）
- WWE女子王座（第2期）
- WWE女子インターコンチネンタル王座
- WWE女子US王座
- WWE女子タッグ王座
- WWEスピード王座
- WWEハードコア王座
- WWE24/7王座
- WWFインターナショナル・ヘビー級王座
- WWFインターナショナル・タッグ王座
- WWF北米ヘビー級王座
- WWFカナディアン王座
- WWFジュニアヘビー級王座
- WWFライトヘビー級王座
- WWF世界女子タッグ王座
- WWF世界マーシャルアーツ王座
- WWWF USタッグ王座
- ECW王座
- NXT王座
- NXT北米王座
- NXTタッグ王座
- NXT女子王座
- NXT女子北米王座
- NXT女子タッグ王座
- NXTヘリテージ・カップ
- NXT UK王座
- NXT UKタッグ王座
- NXT UK女子王座

### TNA
- TNA世界王座
- TNA世界タッグ王座
- TNAノックアウト世界王座
- TNAノックアウト世界タッグ王座
- TNA Xディヴィジョン王座
- TNAデジタル・メディア王座
- TNAキング・オブ・ザ・マウンテン王座
- インパクト・グランド王座

## メキシコの王座

### IWRG
- IWRGインターコンチネンタル・ヘビー級王座
- IWRGインターコンチネンタル・ミドル級王座
- IWRGインターコンチネンタル・スーパーウェルター級王座
- IWRGインターコンチネンタル・ウェルター級王座
- IWRGインターコンチネンタル・ライト級王座
- IWRGインターコンチネンタル・タッグ王座
- IWRGインターコンチネンタル・トリオ王座
- IWRGインターコンチネンタル女子王座

### CMLL
- CMLL世界ヘビー級王座
- CMLL世界ライトヘビー級王座
- CMLL世界ミドル級王座
- CMLL世界ウェルター級王座
- CMLL世界スーパーライト級王座
- CMLL世界タッグ王座
- CMLL世界トリオ王座
- CMLL世界女子王座
- CMLL世界女子タッグ王座
- CMLL世界ミニエストラージャ王座
- CMLL世界ミクロエストラージャ王座
- CMLL JAPANスーパーライト級王座
- CMLL JAPANタッグ王座
- CMLL JAPAN女子王座
- CMLL日本女子王座
- CMLL-REINAインターナショナル王座
- CMLL-REINAインターナショナルジュニア王座
- NWA世界ヒストリック・ライトヘビー級王座
- NWA世界ヒストリック・ミドル級王座
- NWA世界ヒストリック・ウェルター級王座

### WWA
- WWA世界ヘビー級王座
- WWA世界ジュニアヘビー級王座
- WWA世界ライトヘビー級王座
- WWA世界ジュニアライトヘビー級王座
- WWA世界ミドル級王座
- WWA世界ウェルター級王座
- WWA世界ライト級王座
- WWA世界タッグ王座
- WWA世界トリオ王座
- WWA世界女子王座
- WWA世界ミニ王座

### AAA
- AAAメガ王座
- AAA世界クルーザー級王座
- AAA世界タッグ王座
- AAA世界トリオ王座
- AAAラテンアメリカ王座
- AAAフュージョン王座
- AAAレイナ・デ・レイナス王座
- AAA世界混合タッグ王座
- AAA世界ミニ王座

### UWA
- UWA世界ヘビー級王座
- UWA世界ジュニアヘビー級王座
- UWA世界ライトヘビー級王座
- UWA世界ジュニアライトヘビー級王座
- UWA世界ミドル級王座
- UWA世界ウェルター級王座
- UWA世界ライト級王座
- UWA世界フェザー級王座
- UWA世界タッグ王座
- UWA世界6人タッグ王座
- UWA世界女子王座
- UWA世界女子タッグ王座

## ヨーロッパの王座

### RPW
- RPWブリティッシュ・ヘビー級王座
- RPWブリティッシュ・タッグ王座
- RPWブリティッシュ・クルーザー級王座
- RPWブリティッシュ女子王座

### IPW:UK
- IPW:UK王座
- IPW:UKタッグ王座
- IPW:UKジュニアヘビー級王座
- IPW:UK女子王座
- IPW:UKブリティッシュ・ヘビー級王座
- IPW:UKブリティッシュ・タッグ王座
- IPW:UKブリティッシュ・クルーザー級王座

### ASW
- ASWブリティッシュ・ヘビー級王座
- ASWブリティッシュ・ミッドヘビー級王座
- ASWブリティッシュ・ライトヘビー級王座
- ASWブリティッシュ・タッグ王座
- ASWブリティッシュ女子王座

## アジアの王座

### 韓国プロレスリング連盟
- WWA世界ヘビー級王座
- WWA世界タッグ王座
- WWA極東ヘビー級王座

### 新韓国プロレス
- NKPWA世界ヘビー級王座
- NKPWA世界タッグ王座
- NKPWA世界ジュニアヘビー級王座
- NKPWA世界女子王座

### リング・カ・キング
- リング・カ・キング・ヘビー級王座
- リング・カ・キング・タッグ王座